# Ruggero Alfredo Michahelles
Ruggero Alfredo Michahelles (genannt RAM oder Micaelles; * 30. Mai 1898 in Florenz; † 14. März 1976 ebenda) war ein italienischer Maler und Bildhauer des Futurismus.
Seine erste Einzelausstellung hatte er 1928 in Florenz; im selben Jahr stellte er auch auf der Biennale di Venezia aus. 1931 und 1935 nahm RAM an der Quadriennale di Roma teil.
1932 beteiligte er sich in Mailand an einer Ausstellung zur Aeropittura. Im selben Jahr heiratete er Gräfin Olga Olsoufieff, Tochter von Graf Vassili Olsoufieff und Gräfin Olga Schouwalow. Die Ehe wurde 1937 geschieden. 1952 heiratete er erneut.
1946 hatte RAM Einzelausstellungen in Genf und Lausanne. Seine letzte Ausstellung fand 1968 im Palazzo Antinori statt. Sein Grab findet sich auf dem Cimitero degli Allori.
Sein Bruder Ernesto, genannt Thayaht, war ebenfalls Künstler. Der amerikanische Bildhauer Hiram Powers war ihr Urgroßvater.